# Thenea lamelliformis
Thenea lamelliformis är en svampdjursart som beskrevs av Wilson 1904. Thenea lamelliformis ingår i släktet Thenea och familjen Pachastrellidae. Inga underarter finns listade i Catalogue of Life.